# 厚生車輛福祉協会
公益社団法人厚生車輛福祉協会（こうせいしゃりょうふくしきょうかい）は、車イス、身体障害者用自動車の情報提供、情報機関誌「足」の発行を通して、身体に障害があって車輛類を必要とする人たちを支援するために活動している公益社団法人。元厚生労働省社会援護局障害保健福祉部所管。1952年（昭和27年）に創立された。

## 沿革
- 1952年 - 厚生車輛人団として設立
- 1964年4月 - 駐車禁止除外ステッカーの使用を警視庁より認められる
- 1966年2月 - 社団法人化（厚生省所管）、厚生車輛協会に名称変更
- 1981年7月 - 厚生車輛福祉協会に名称変更

## 事業
- 情報機関誌「足」の発行
- 障害者の老後福祉と生活相談に関する事業
- 障害者の生活圏拡大のための移動に関する事業及び情報の提供
- ボランティア育成と啓蒙、紹介に関する事業
- パソコン通信ホスト局の運営
- 障害者用自動車、介護用品、福祉機器等、福祉に関する情報の提供
- リフト付きワゴン車のレンタル及び送迎